# Norberto Bobbio

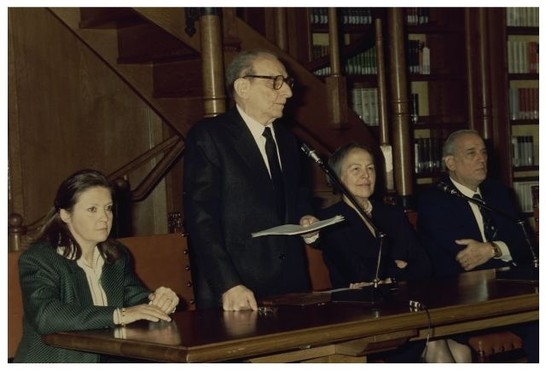
Norberto Bobbio

Norberto Bobbio, född 18 oktober 1909 i Turin, död där 9 januari 2004, var en italiensk rättsfilosof, statsvetare och historiker. Han var starkt influerad av Hans Kelsen och Piero Gobetti, och verkade i en socialliberal tradition.
Bobbio studerade rättsvetenskap och filosofi vid universitetet i Turin för Gioele Solari, som han efterträdde som professor där 1948. 1978 tillträdde han en nyinrättad professur i statsvetenskap, och blev emeritus 1984. Samma år utsågs han till senator på livstid, och satt som oberoende socialist i överhuset. 
Under andra världskriget var han medlem av Partito d'Azione, ett illegalt radikal-liberalt parti, varför han arresterades 1943 och 1944. Han försökte efter kriget bli invald i parlamentet, men lyckades inte, då efterkrigstiden präglades av en kristdemokratisk trend. Han övergav därför sina politiska ambitioner och ägnade sig uteslutande åt vetenskap istället. Enligt The Guardian hjälpte Bobbio Italien till en demokratisk ordning efter fascismen.
I sina vetenskapliga verk är Bobbio en förespråkare av rättsstatens principer och maktdelningsprincipen, och lägger fram en egen rättspositivistisk teori. I mycket en socialist, var han ändå motståndare till marxismens antidemokratiska och auktoritära element. Däremot sympatiserade han med den kompromiss som ägt rum i Italien mellan kristdemokratin och kommunistpartiet. Under slutet av sitt liv var han en av Silvio Berlusconis skarpaste kritiker.
Bobbio var ledamot av Accademia dei Lincei, och var hedersdoktor vid ett flertal universitet i världen. Förutom en mängd böcker, skrev Bobbio också regelbundet i La Stampa samt var redaktör för Rivista di Filosofia.